# Villers (Loire)
Villers település Franciaországban, Loire megyében. Lakosainak száma 599 fő (2022. január 1.). Villers Cuinzier, Chandon, Jarnosse, Mars és Saint-Hilaire-sous-Charlieu községekkel határos.

## Népesség
A település népessége az elmúlt években az alábbi módon változott:
| Lakosok száma | 382  | 447  | 506  | 548  | 579  | 576  | 585  | 589  | 591  | 599  |
|               | 1968 | 1982 | 1990 | 2006 | 2013 | 2015 | 2017 | 2019 | 2020 | 2022 |